# Parenchyme
Parenchyme est un terme employé dans différentes acceptions selon le domaine.
Le terme provient du grec ancien παρεγχέω / parenkhéō, « répandre dans ou sur ».

## Biologie végétale

Schéma d'une coupe transversale dans le limbe d'une dicotylédone.

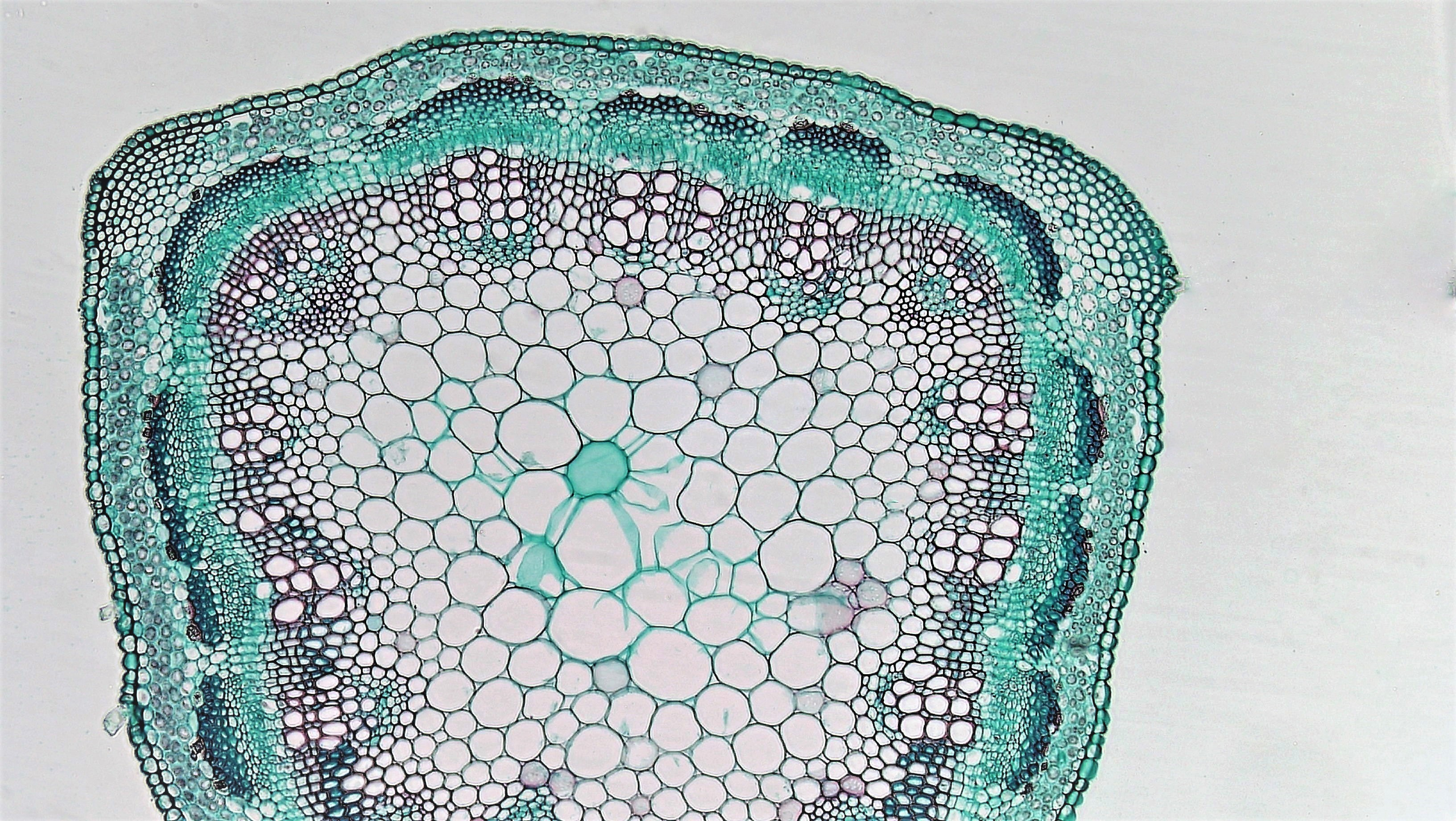
Méats bien visibles au niveau du parenchyme médullaire observé au microscope optique après coloration : la disposition des cellules non rayonnante conduit à la présence de ces méats au sein des parois, dans les zones de contact entre trois cellules.

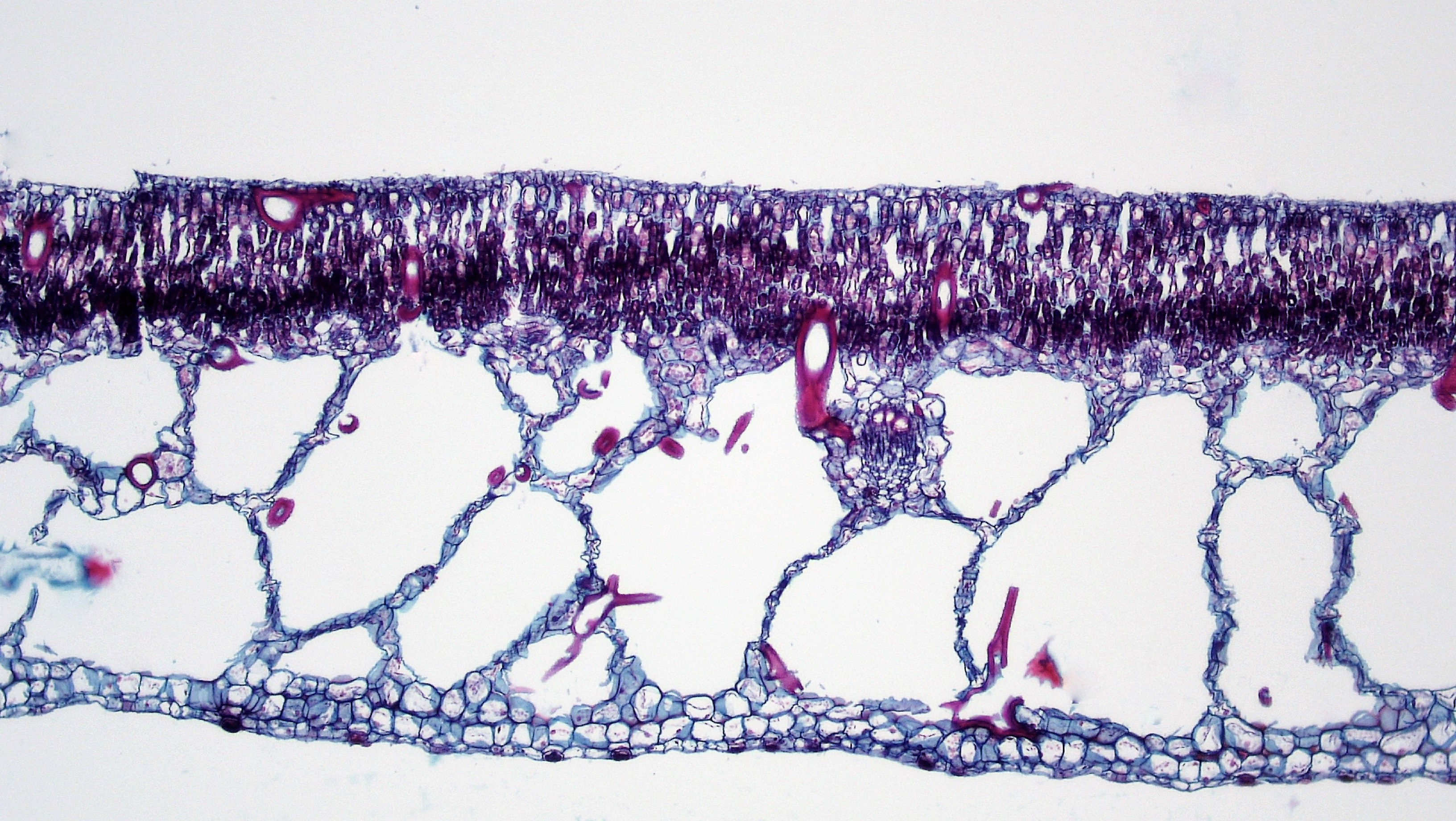
Les plantes aquatiques sont pourvues d'une atmosphère interne importante grâce à un aérenchyme qui se substitue au parenchyme lacuneux (coupe transversale d'une feuille de rubanier observée au microscope optique).

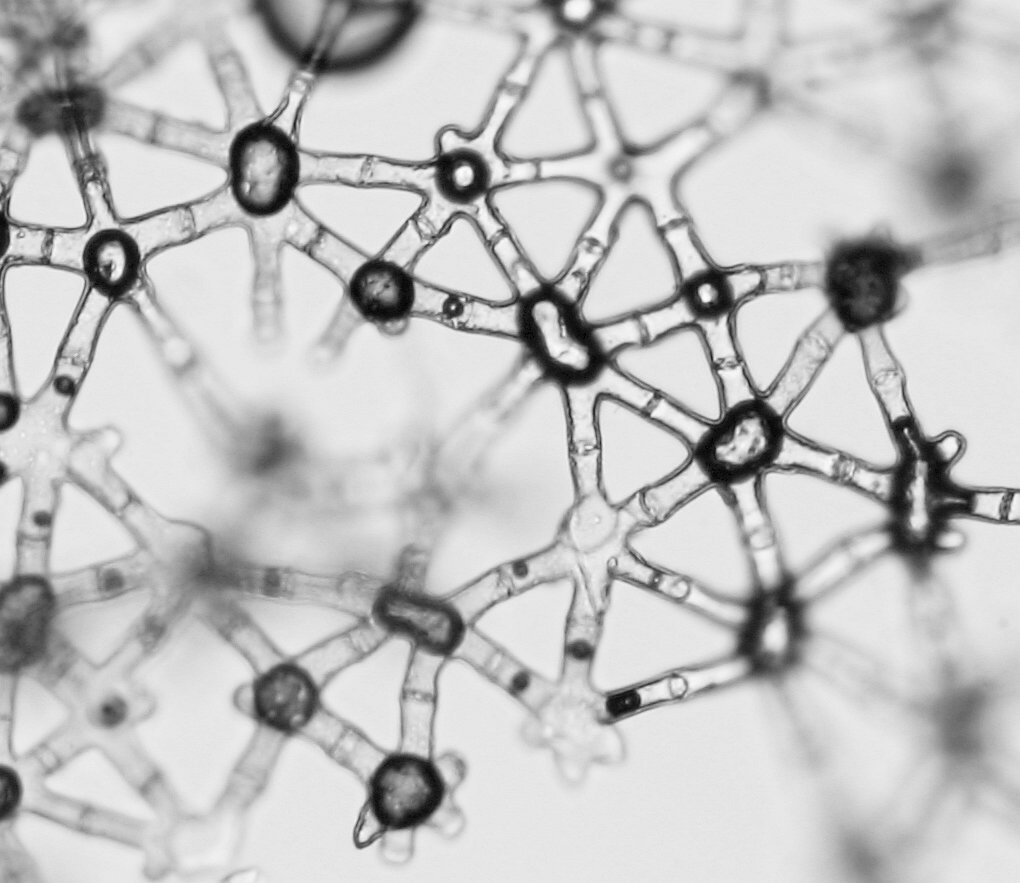
Parenchyme aérifère de moelle de jonc.

En botanique, les parenchymes sont des tissus végétaux constitués de cellules vivantes, à paroi pectocellulosique mince, perforées de ponctuations ou plasmodesmes, qui permettent des communications intercellulaires et une circulation des substances à l'intérieur des cellules (circulation symplasmique).
Ce sont essentiellement des cellules peu différenciées et aptes à revenir à l'état méristématique.
Les cellules en général assez grosses, subsphériques (en raison de la pression hydrostatique — turgescence — exercée par la vacuole) et à parois cellulosiques fines, peuvent être jointives, collées par leur lamelle moyenne ; mais elles présentent souvent des décollements liés à la lyse enzymatique de la lamelle moyenne dans les angles (parenchyme à méats) favorisant le développement de micro-organismes endophytes). Le développement de ce réseau de cavités peut conduire à la formation d'espaces importants (parenchyme lacuneux, aérenchyme). Ces espaces, ainsi que les propriétés de la paroi pecto-cellulosique, permettent une circulation des substances à l'extérieur des cellules et dans la paroi (circulation apoplastique de l'eau, des substances dissoutes et de gaz).
On distingue différents types de parenchymes :
- le parenchyme assimilateur (ou chlorophyllien) est situé dans les régions externes des tiges et dans les feuilles. Ce sont les cellules de ce tissu qui produisent les matériaux énergétiques de la plante  par photosynthèse (ex. : le parenchyme palissadique, situé dans la partie supérieure du mésophylle, est constitué de cellules allongées, jointives, et riches en chloroplastes. Sa structure optimise l'absorption d'énergie lumineuse) ;
- le parenchyme de réserve accumule les substances énergétiques que la plante utilisera plus tard. L'amidon s'accumule dans les plastes, les oses, osides et protéines dans les vacuoles, et les lipides dans le cytoplasme. Selon le type de matériau accumulé, on distingue différents types de parenchyme de réserve : les parenchymes amylacés des tubercules, les parenchymes saccharifères, les cellules à réserves protéiques (aleurone) ou lipidiques dans les graines ;
- le parenchyme aquifère est constitué de cellules volumineuses, pourvues d'une vacuole très développée. Il est abondant dans les tiges ou les feuilles des plantes grasses où il constitue une réserve d'eau ;
- dans la racine, le parenchyme cortical transporte l'eau captée vers le centre de la racine. Le parenchyme médullaire situé au centre agit comme un tampon avant que l'eau ne remonte dans la tige (voir racine) ;
- en particulier dans les feuilles, mais parfois aussi au niveau des tiges, on appelle parenchyme lacuneux le tissu qui échange les gaz avec l'atmosphère lors de la photosynthèse (voir stomate) ;

## Biologie animale et médecine
Dans le domaine de la biologie animale et de l'anatomie animale, le parenchyme est pour un organe la somme des tissus constituant les parties fonctionnelles (et souvent vitales), c'est-à-dire assurant la fonction propre de cet organe (et non les cellules ou structures dites de soutien, de remplissage ou d'alimentation de cet organe bien que ces dernières aient aussi souvent des rôles fonctionnels secondaires). Ce sont par exemple :
- les neurones, élément fonctionnels de base du système nerveux ;
- les hépatocytes qui assurent plusieurs des fonctions vitales du foie ;
- les entérocytes dans l'intestin constitués des cellules spécialisées dans la fonction de l'organe ;
- les néphrons qui dans le rein, sont les éléments permettant la filtration du sang et l'excrétion des déchets via l'urine ;
- les bronchioles et alvéoles pulmonaires, etc.
- la « pulpe rouge » et la « pulpe blanche » (correspondant aux follicules lymphoïdes) de la rate.

Les tissus humains sont ainsi classés en quatre catégories : les épithéliums, le tissu nerveux, les tissus musculaires et les tissus conjonctifs. Les trois premiers sont des tissus parenchymateux, en opposition au tissu conjonctif (ou stroma) ; tissu de soutien de l'organe, aussi appelé mésenchyme par abus de langage (ce nom désigne un tissu de soutien embryonnaire à l'origine de diverses formes de ces tissus chez l'adulte).
L'innervation des parenchymes (hors tissus nerveux) va de l'absence totale (neurones) à une faible présence (épiderme).[précision nécessaire]

## Origines du mot
Si ce mot savant est déjà connu de quelques lycéens, il en doit quelque chose à ce dialogue moqueur du Malade imaginaire :

« THOMAS DIAFOIRUS : Ce qui marque une intempérie dans le parenchyme splénique, c'est-à-dire la rate.

ARGAN : Non : Monsieur Purgon dit que c'est mon foie qui est malade.

MONSIEUR DIAFOIRUS : Eh ! oui : qui dit parenchyme, dit l'un et l'autre, à cause de l'étroite sympathie qu'ils ont ensemble, par le moyen du vas breve du pylore, et souvent des méats cholidoques. »

— (Acte II, scène 6)
Le mot en tant que terme technique en biologie est originaire du médecin allemand pathologiste Rudolf Virchow (1821-1902).